# Харчові добавки

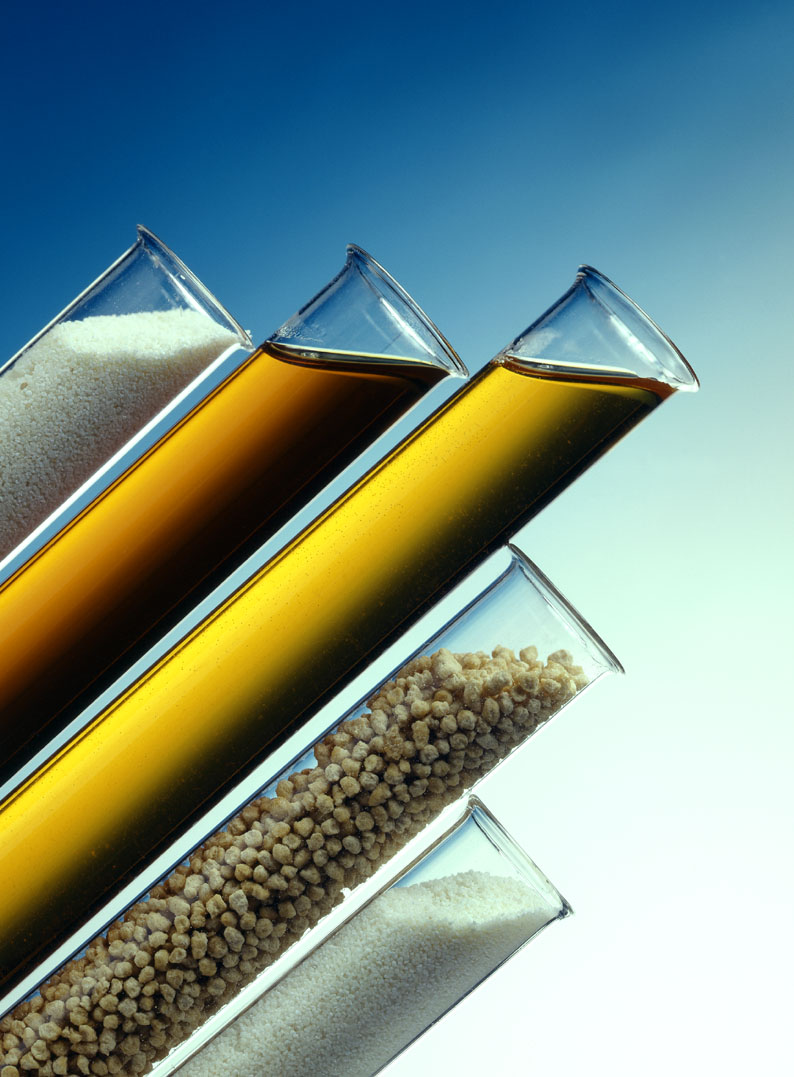
Харчові добавки

Харчові добавки (адити́ви) — природні, ідентичні природним або штучно синтезовані речовини, які додають у їжу як інгредієнт з технологічних міркувань: подовжити термін зберігання (консерванти), перетворити їжу в відношенні кольору, смаку (щоб зберегти і підвищити смак), текстури, консистенції, зовнішнього вигляду. Звичайно до харчових добавок не відносять речовини, які підвищують харчову цінність продуктів: вітаміни, мікроелементи, амінокислоти. Деякі добавки використовували протягом століть, наприклад, для збереження їжі — оцет, сіль (соління бекону, м'яса, риби і ін.), або використання діоксиду сірки в деяких винах (E220). З появою оброблених харчових продуктів у другій половині 20-го століття було введено багато інших добавок як природного, так і штучного походження. Станом на 2010 рік відомо більше 2800 найменувань харчових добавок.
Широке використання харчових добавок
потребувало розробки їх класифікації, створення технологій застосування і гігієнічної регламентації.
Комісія ФАО-ВООЗ «Codex Alimentarius» запропонувала тлумачення поняття «харчові добавки»: 
| «...будь-які речовини, які в нормальних умовах не застосовують як їжу і не використовують як типові інгредієнти їжі, незалежно від наявності у них харчової цінності, умисне додавані в їжу для технологічних цілей (зокрема покращення органолептичних властивостей) в процесі виробництва, обробки, упаковки, транспортування або зберігання харчових продуктів...» |
В Європейському Союзі для регулювання цих добавок, а також для інформування споживачів кожній добавці після схвалення присвоюють унікальний номер — E-номер. Ця схема нумерації прийнята і видана Міжнародною Комісією Codex Alimentarius для найпоширеніших харчових добавок у Європі.
Українське законодавство визначає: харчова добавка — речовина, яку зазвичай не вважають харчовим продуктом або його складником, але додають до харчового продукту з технологічною метою в процесі виробництва та у результаті стає невід'ємною частиною продукту (термін не включає забруднюючі речовини, пестициди або речовини, додані до харчових продуктів для поліпшення їх поживних властивостей)
В Україні перелік харчових добавок, дозволених у харчових продуктах, регулювався до 20 вересня 2015 року постановою Кабінету Міністрів України від 4 січня 1999 року № 12 «Про затвердження переліку харчових добавок, дозволених для використання у харчових продуктах» (втратила чинність).

## Перелік видів харчових добавок
Харчові добавки раціонально вживати у мінімальній кількості, але не вище від установленого максимально дозволеного рівня. Зазвичай харчові добавки розділяють на декілька категорій.

## Перелік кодів та назв харчових добавок (зокрема дозволених в Україні)
Переважна більшість харчових добавок має штучне походження, і, зазвичай, виробляється за кордоном.